# Hoplodactylus maculatus
Hoplodactylus maculatus är en ödleart som beskrevs av  Gray 1845. Hoplodactylus maculatus ingår i släktet Hoplodactylus och familjen geckoödlor. Inga underarter finns listade i Catalogue of Life.